# Galileïplantsoen
Het Galileïplantsoen is een plantsoen met bijbehorende straten in Amsterdam-Oost.

## Geschiedenis
Het plantsoen werd aangelegd nadat de gemeente Amsterdam in 1921 de buurgemeente Watergraafsmeer had geannexeerd. Watergraafsmeer had wel enige bebouwing maar die lag aan de doorgaande Middenweg en enkele bebouwing bijvoorbeeld aan de Nieuweweg; een zijstraat van de Middenweg. Op een kaart uit 1909 is te zien dat men al wel bezig was met de inrichting van de wijk, maar van het Galileïplantsoen was nog geen sprake. Wel was al een sloot gegraven, de Molenwetering. Als midden jaren twintig Amsterdam hier een tuindorp wil inrichten komt er een nieuw stratenplan. Aan weerszijden van de Molenwetering wordt een groenstrook aangelegd, dat per raadsbesluit van 23 december 1927 met bijbehorende wegen wordt vernoemd naar de Italiaanse wiskundige Galileo Galileï. Meerdere straten zijn hier vernoemd naar wetenschappers.
Het Galileïplantsoen loopt van de Linnaeusparkweg naar het noordoosten en loopt in wezen door tot het rangeerterrein Watergraafsmeer. Aan het begin, midden en bijna eind liggen drie bruggen die beide delen van het plantsoen met elkaar verbinden.
De verbinding met de Middenweg wordt in de 21e eeuw nog steeds verzorgd door die Nieuweweg, al kreeg die in 1956 een nieuwe naam Wethouder Frankeweg, naar Bernardus Cornelis Franke, die aan de Nieuweweg 26 had gewoond.
In het midden van de zuidelijke gevelwand van het Galileïplantsoen begint de Radioweg, die hier begint met een plantsoentje in het midden maar steeds nauwer wordt totdat zij uiteindelijk middels de Velibor Vasovićbrug Diemen bereikt.

## Gebouwen
De bebouwing dateert van eind jaren twintig en heeft op sommige plekken binding met de bouwstijl Amsterdamse School. Een van die gebouwen is te vinden op Galileïplantsoen 37-41; een schoolgebouw. Een ander is het Apostolisch Genootschap Watergraafsmeer van Cornelis Kruyswijk op nummer 109. Tot slot is er een huizenblok dat dwars op de Molenwetering staat: Galileïplantsoen 111-133; ontwerper is Barend van den Nieuwen Amstel. Ook andere architecten zijn hier bezig geweest zoals Jan Frederik Staal, Arend Jan Westerman, Jan Brouwer en Zeeger Gulden.

## Kunst
In de straat is een aantal artistieke en bouwkundige kunstwerken aanwezig:
- de moderne plastiek Compositie van Leo de Vries
- Henk van Laarbrug (brug 235), Jaap Kruizingabrug (brug 335), Brug 336 en brug 337 zijn bruggen ontworpen in de  Amsterdamse Schoolstijl en een ontwerp van Piet Kramer en de Dienst der Publieke Werken

## Openbaar vervoer
Bus 65 en 265 en  rijden langs het plantsoen en de straat.